# Rederiet (säsong 4)
Rederiet (säsong 4) sändes mellan den 13 januari och 7 april 1994, med 15 avsnitt. Inget avsnitt sändes den 17 februari på grund av OS i Lillehammer

## Sammanfattning av säsongen
Rolf omkom i den ödesdigra bilolyckan. Reidar är djupt förkrossad över sin sons död, liksom Yvonne, som lägger skulden på sig själv. Även Sofie är ledsen och saknar Rolf väldigt. I Rolfs testamente framgår att Yvonne inte får ärva någonting. Däremot går en del av Rolfs arv, på 200 000 kr, till Sofie.
Transbaltic har nu tagit över Freja, och drivs ensamt av Henrik med Yvonnes hjälp, tills Renate - som av besvikelse över att Elisabeth är kvar, och att Tony fått jobb på Dahléns kontor - kommer till Transbaltic för att ta över efter Rolf. Yvonne i sin tur utses till tillförordnad intendent på Freja.
Joker och Irina har varit på bröllopsresa, och Irina drömmer nu om att skaffa barn. Joker tycker att situationen blir för jobbig, då han inte kan få egna barn. Pirjo, Frejas f.d. hyttstäderska, kommer ombord och uppträder med sitt musikband. Hon erbjuder Joker att följa med henne som bandets manager. Han beslutar sig för att tacka ja och skriver ett avskedsbrev till en förkrossad Irina. Joker lämnar båten.
En ny sekreterare anställs på Dahléns, Mona Kjellgren. Tony och Mona inleder  ett förhållande till Elisabets stora förtret eftersom hon också har ett gott öga till Tony.
En ny maskinchef kommer ombord, Viggo Strieber. Nya är också Uno Kronkvists f.d. fru Siv Svensson, och deras gemensamma barn Peggy Svensson och Paula Svensson, som överraskande dyker upp för att jobba ombord. Även en ny säkerhetsvakt vid namn Emilio Bolivar har anställts.
Kåkå känner igen Viggo sedan tidigare, som knarkförsäljare i Kristiania, och gör sig genast ovän med honom. Hon blir dock inte trodd av någon, allra minst av Raspen. Gustav däremot börjar så småningom tro på henne. En sen kväll nere i maskin smyger sig en påtänd Viggo på Kåkå och våldtar henne. Hon skriker förgäves efter Gustav, som dock inte hör henne. Viggo polisanmäls efter våldtäkten på Kåkå, men lyckas slingra sig under polisförhöret. Kåkå får stöd av samtliga ombord, och mest av Irina. När Viggo får höra att Irina tänker hjälpa Kåkå att skicka iväg en anonym våldtäktsanmälan ger han sig på även henne.
Jussi kommer tillbaka efter en tid i land. Han vill starta upp nya affärer med Uno, bland annat att byta ut bilskyltar (bilsmuggling). Jussi får en invit av Sofie att bli ett par igen, men Jussi är inte intresserad. Däremot är han intresserad av att försöka på nytt med Sara. Detta går i lås till Raspens glädje. Men när både Sara och Raspen får veta vad Jussi håller på med på bildäck knakar det i fogarna och förhållandet spricker. Sara väljer att sluta som kapten ombord på Freja, sviken och less. Hon går till kontoret för att lämna sin avskedsansökan. Hon passar samtidigt på att smutskasta Jussi genom att avslöja hans förehavanden ombord för Elisabeth. Elisabeth å sin sida avskedas av Reidar efter alla skumraskaffärer och allt missnöje som växt fram mot henne. Som hämnd på Dahléns ger hon Jussi kaptenstjänsten, innan hon går.
Göteborgsredaren Pehr Silver gör entré och försöker genom Elisabeth köpa upp det alltmer rämnande Transbaltic. Detta genom att som styrelsemedlem i Sydbanken, där Transbaltic har sina lån, säga upp företagets samtliga lån. När Renate och Henrik inte kan betala igen lånen till bankerna, kommer han igen och erbjuder sig att köpa upp företaget, men till ett lägre pris än vad han gav dem senast. När Reidar får veta vad som håller på att hända köper han upp Transbaltic genom att lösa alla Transbaltics lån i Sydbanken.
Gustavs och Irmas känslor för varandra växer. Det enda som står i vägen för dem är skilsmässan med Gerd, Gustavs hustru. Gustav har svårt för att gå från ord till handling om att vilja skilja sig, men bestämmer sig till slut för att berätta för Gerd vad han känner.
Det är jul och de flesta ur personalen bestämmer sig för att fira jul ombord. Gerd dyker upp till Gustavs och Irmas besvikelse. Även Joker dyker hastigt upp och vill försonas med Irina.
Rebecca kommer tillbaka till Sverige. Med sig har hon sin nyfödde son Ragnar. Trots Reidars förmaningar besöker hon Ola i fängelset. Under Dahléns julfirande lyckas Ola smita under permissionen. Han slår ner Henrik och tar på sig Henriks tomtedräkt. Han tar med sig Rebecca ut, och de båda åker iväg och lämnar kvar Ragnar i villan.

## Avsnittsguide
| Nr i serien | Nr i säsongen | Titel                  | Regissör         | Manus               | Originalvisning  |
| ----------- | ------------- | ---------------------- | ---------------- | ------------------- | ---------------- |
| 46          | 1             | "Spårlöst försvunnen"  | Karin Falck      | Bror Yngve Anderson | 13 januari 1994  |
| 47          | 2             | "Familjefadern"        | Karin Falck      | Anna Fredriksson    | 20 januari 1994  |
| 48          | 3             | "Jokers beslut"        | Karin Falck      | Mario Nilsson       | 27 januari 1994  |
| 49          | 4             | "Nyanställd"           | Christjan Wegner | Liselott Svensson   | 3 februari 1994  |
| 50          | 5             | "Lockande erbjudanden" | Christjan Wegner | Hans Rosenfeldt     | 10 februari 1994 |
| 51          | 6             | "Larmet går"           | Christjan Wegner | Tomas Blom          | 24 februari 1994 |
| 52          | 7             | "Frasande siden"       | Anders Lennberg  | Carolina Falck      | 3 mars 1994      |
| 53          | 8             | "I hetaste laget"      | Anders Lennberg  | Eva Brise           | 10 mars 1994     |
| 54          | 9             | "Förföljd av otur"     | Anders Lennberg  | Åsa Furuhagen       | 17 mars 1994     |
| 55          | 10            | "Snedsteg med följder" | Rolf Sohlman     | Anna Fredriksson    | 24 mars 1994     |
| 56          | 11            | "Mystiska villovägar"  | Rolf Sohlman     | Jonas Frykberg      | 31 mars 1994     |
| 57          | 12            | "Stilla natt"          | Rolf Sohlman     | Bror Yngve Anderson | 7 april 1994     |

## Hemvideoutgivningar
Under våren 2014 meddelade Sveriges Television att rättigheterna att ge ut Rederiet på DVD hade löst sig. I september samma år släpptes en första DVD-box innehållandes avsnitten från den första säsongen. Därefter släpptes en ny box i oktober, november och december – vilka innehöll avsnitten i säsong 2-4. Varje DVD-box innehåller nyinspelade intervjuer med flera av skådespelarna från de olika säsongerna, däribland med Johannes Brost, Pia Green och Göran Gillinger.